# Platythyrea cooperi
Platythyrea cooperi är en myrart som beskrevs av Arnold 1915. Platythyrea cooperi ingår i släktet Platythyrea och familjen myror. Inga underarter finns listade i Catalogue of Life.

## Bildgalleri

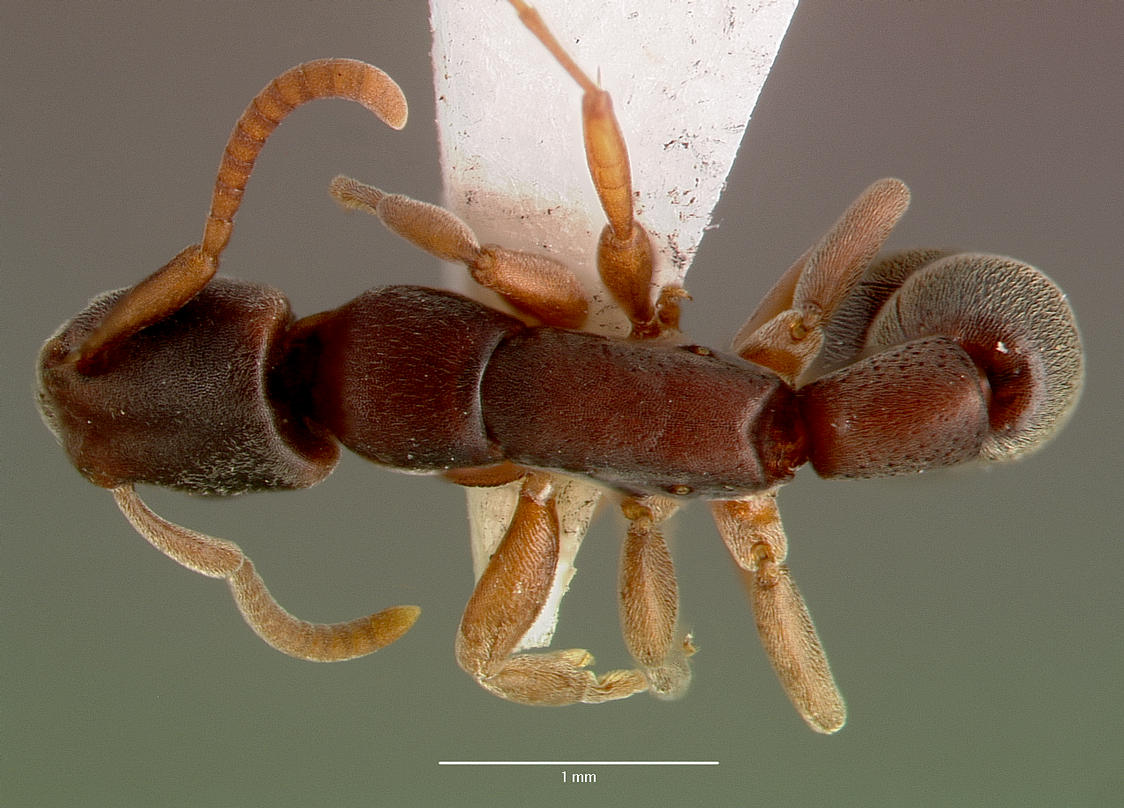
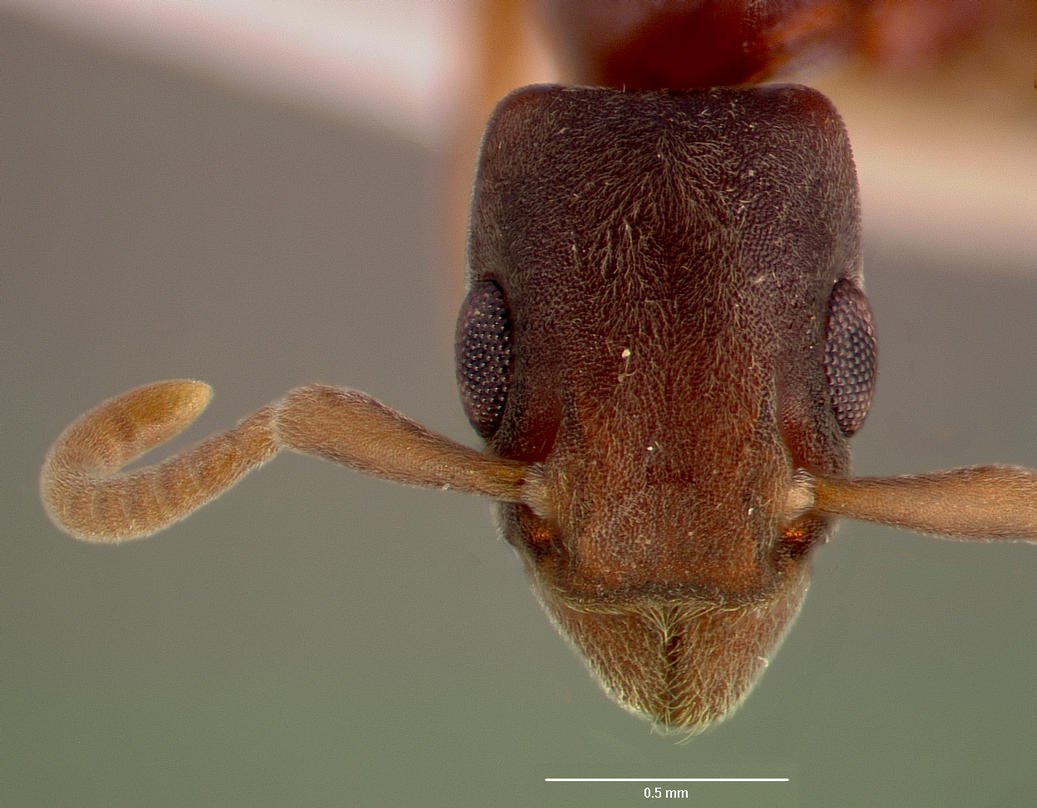
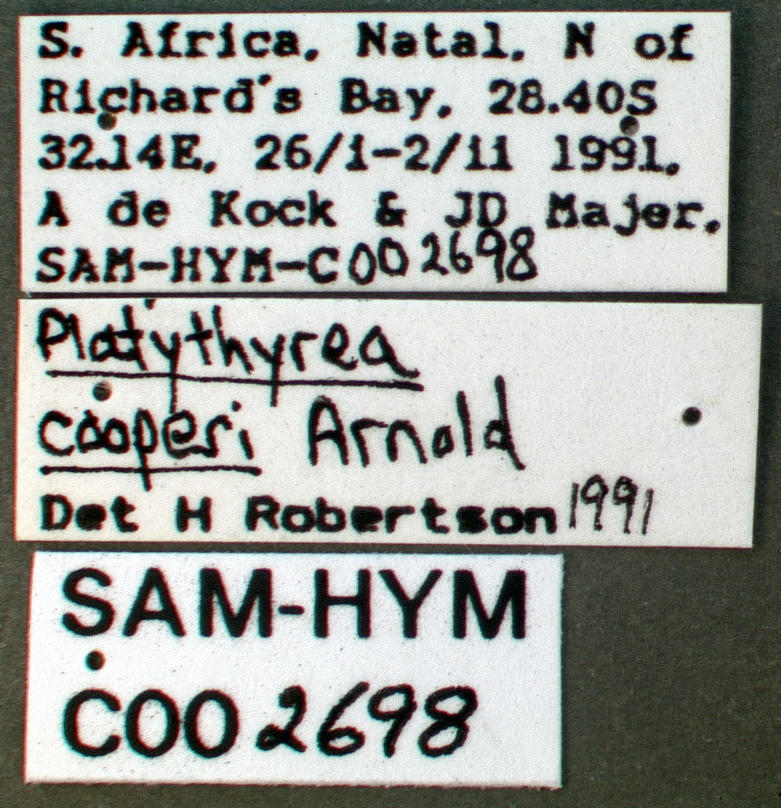
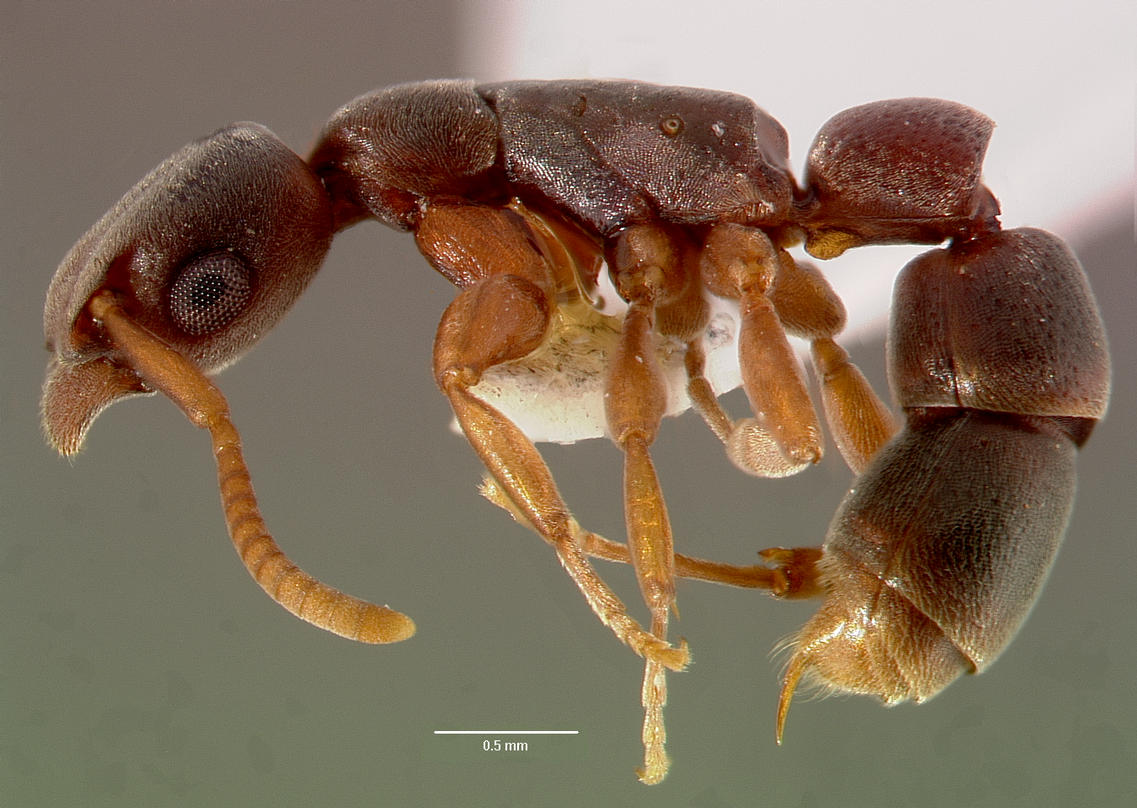